# 赛夫丁阿都拉
赛夫丁阿都拉（1961年1月27日—），马来西亚政治人物、为土著团结党成员兼国际局主席，现任彭亨州英迪拉马哥打国会议员。
他是前巫统成员，曾担任淡马鲁国会议员，直到2013年大选中落败才失去该席位。他从第五任首相阿都拉·巴达威时期开始在政府部门担任要职，并在任内担任企业与社会发展部副部长。之后在第六任首相纳吉·阿都拉萨任内担任教育部第二副部长。期间他曾担任全球中庸行动基金会（GMM）的首席执行员。2015年，他因一个马来西亚发展有限公司丑闻（1MDB）的发生而宣布退出巫统并加入人民公正党。2018年大选后，他加入第七任首相马哈迪·莫哈末的内阁担任外交部长。2020年2月24日，他宣布退出公正党的4天后加入土著团结党，之后加入第八任首相慕尤丁领导的国民联盟阵营，在2020年3月至2021年8月担任通讯与多媒体部长，直慕尤丁失去多数议员支持退位，随后赛夫丁阿都拉在同年8月30日加入沙比里内阁，第二次受委外交部长职位。

## 政治生涯

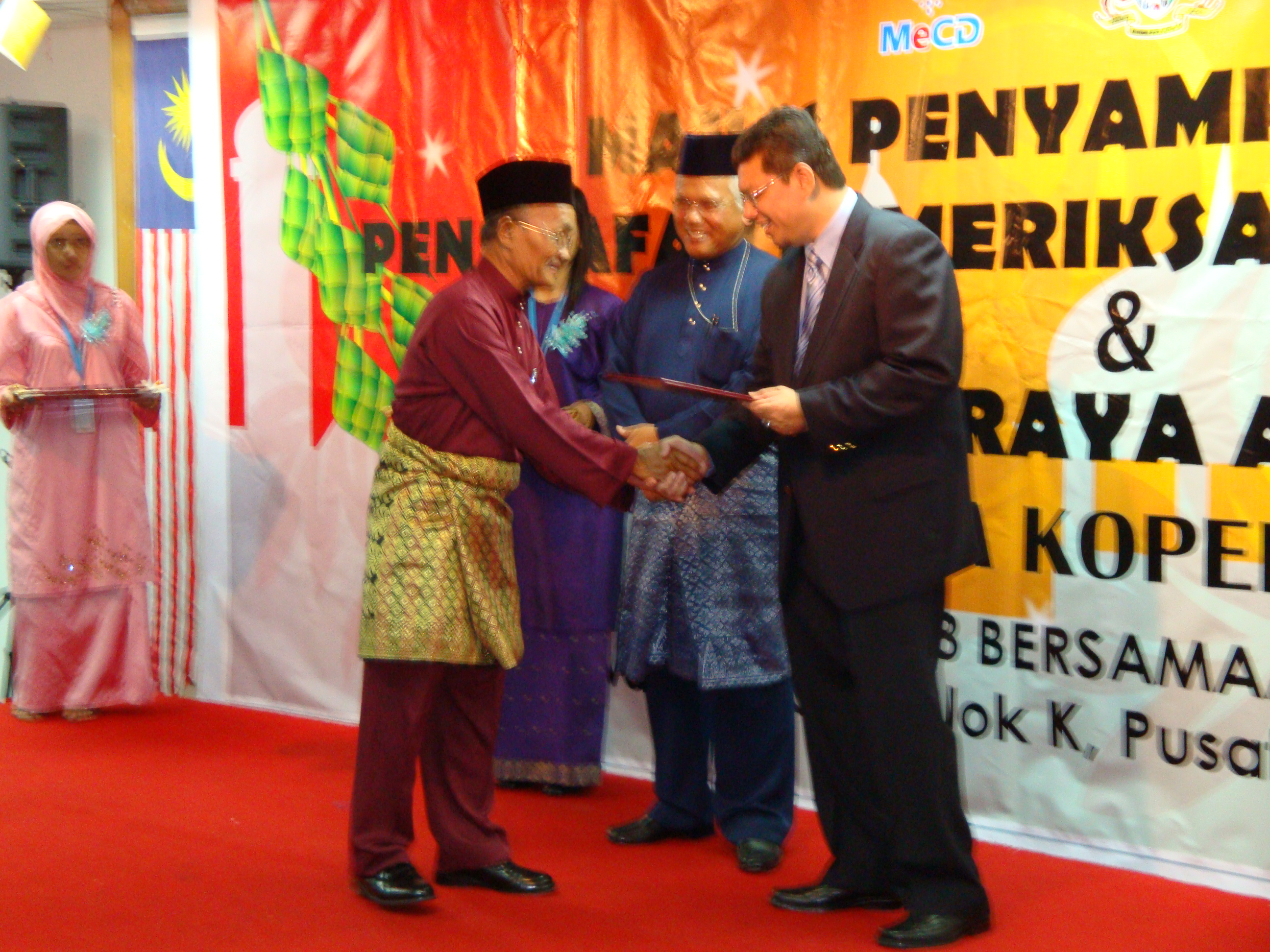
2008年，担任企业与合作社发展部副部长的赛夫丁阿都拉与协会銀行董事长莫哈末·哈吉·达鲁斯在一场颁奖典礼上举行仪式

赛夫丁阿都拉曾是淡马鲁国会议员和巫统中央委员，当时任职高等教育部第二副部长，
2015年10月15日，因一个马来西亚发展有限公司丑闻（1MDB）的发生，赛夫丁阿都拉退出巫统，并加入人民公正黨。

### 外交部长（2018年-2020年）

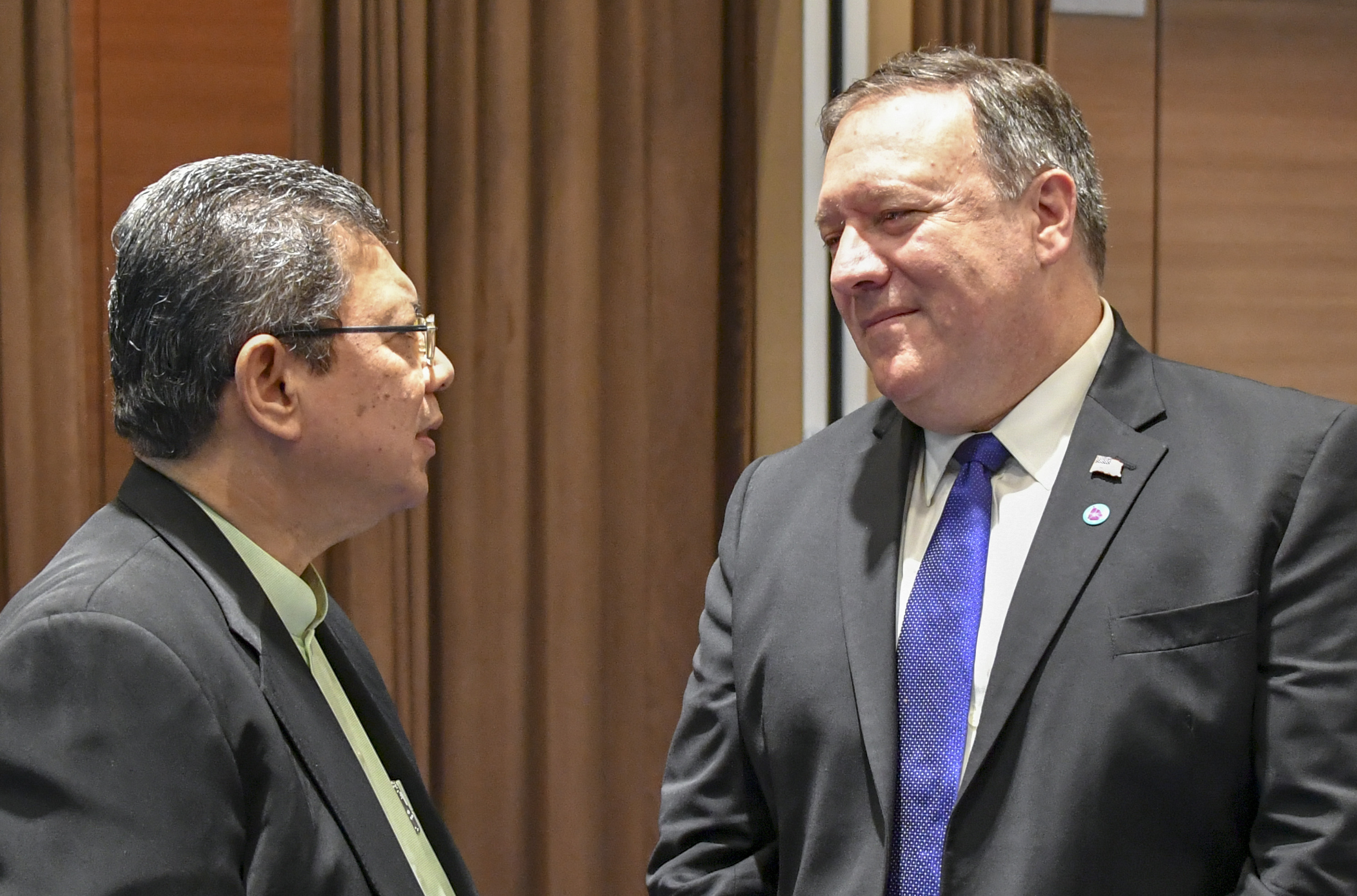
2018年8月3日赛夫丁阿都拉在新加坡与美国国务卿迈克·蓬佩奥会面

2018年马来西亚大选中，赛夫丁阿都拉代表人民公正党出战攻打彭亨州英迪拉马哥打国会议席，成功获得28,578选票击败竞争对手。而希望联盟也成功在国会下议院222个席位中赢得113席，以简单多数优势胜选，终结巫统与国民阵线自马来亚独立以来近61年的政权，组成希盟政府。赛夫丁阿都拉也随着加入第七次马哈迪内阁，从2018年7月10日起担任外交部长职位。
同年7月30日至31日，赛夫丁阿都拉对新加坡进行首次正式访问，商讨新加坡与马来西亚新政府的合作，以加强双边关系。11月，赛夫丁阿都拉随同首相马哈迪第三次访问日本，期间明仁天皇授予马哈迪一等桐花大绶章，以表扬推动两国双边关系的贡献。12月，赛夫丁阿都拉在吉隆坡国际机场接见来访的卡塔尔酋长国埃米爾塔米姆·本·哈迈德·阿勒萨尼，商讨进一步加强两国之间的双边关系。

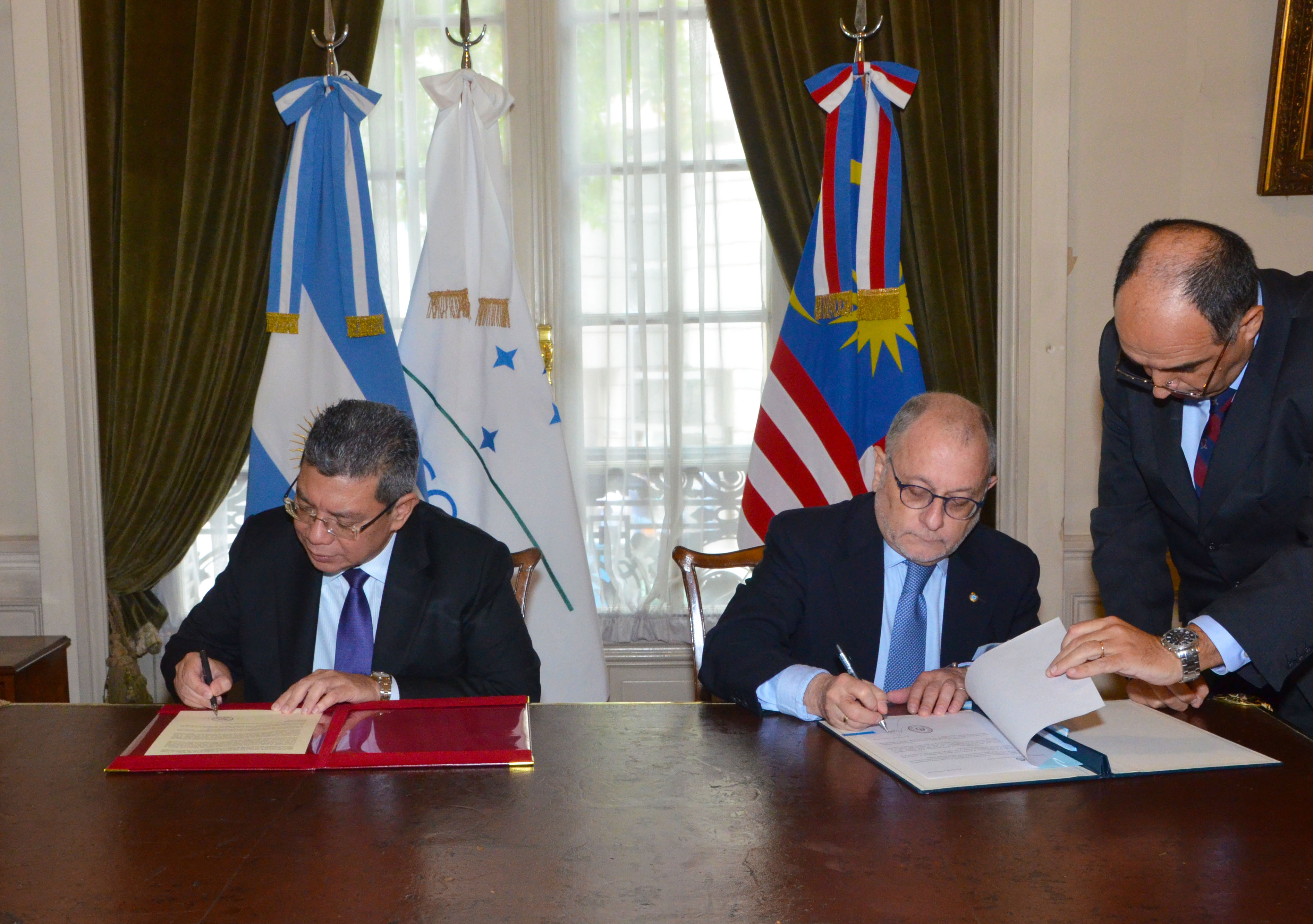
2019年3月19日，赛夫丁阿都拉与阿根廷外交部长豪爾赫·福里签署双边协议

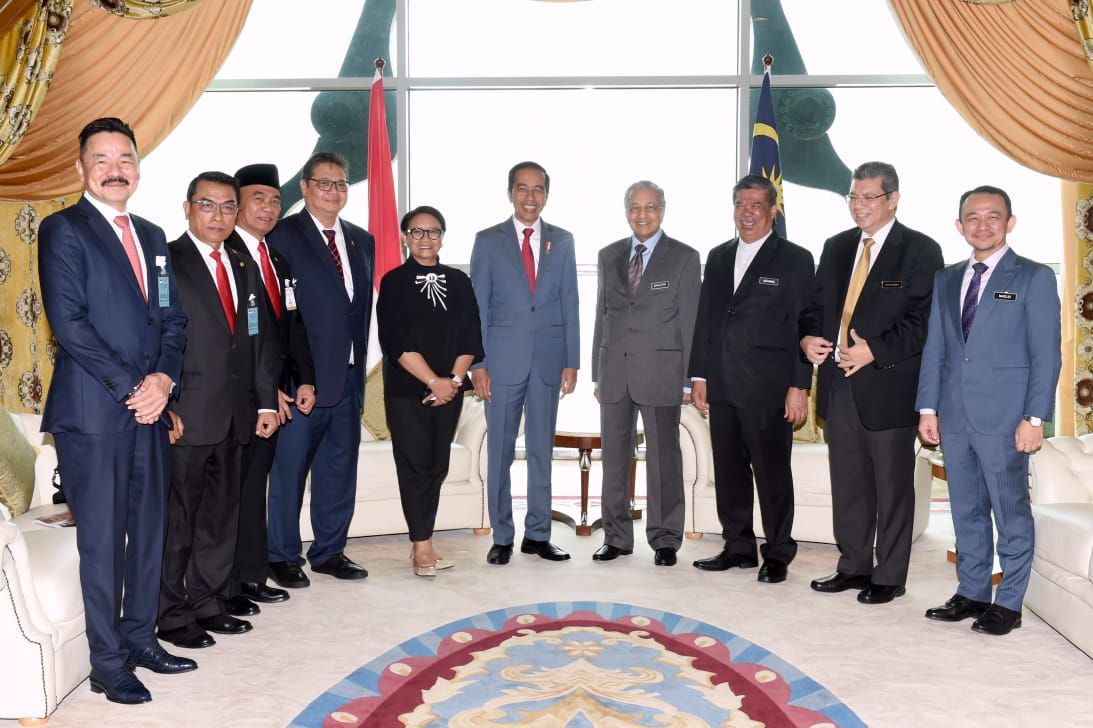
2019年8月9日赛夫丁阿都拉（右二）陪同首相马哈迪·莫哈末（右四）在布城会见印尼总统佐科·维多多（右五）

2019年5月，赛夫丁阿都拉与巴基斯坦和土耳其外交部长作出共同宣言，强调三方是各国的「主要合作伙伴」。6月，赛夫丁阿都拉联同马哈迪出席在泰国曼谷举行的第34届东盟峰会全体会议，赛夫丁阿都拉在东盟成员举行的会谈中，表达马来西亚支持对缅甸少数民族进行暴力侵害的肇事者必须绳之以法。12月，赛夫丁阿都拉随同马哈迪和其他内阁成员访问卡塔尔，讨论加强马来西亚与卡塔尔之间的关系以及其他共同关注的问题而进行的努力。 
2020年1月3日，赛夫丁阿都拉表示已在去年12月代表马来西亚向联合国要求在南中国海的北部海域，划出大马专属经济特区，他表示不担心中国可能以提高关税等行动进行报复，大马不会在南海主权课题上退让。

### 通讯与多媒体部长（2020年-2021年）
2020年2月24日，马来西亚政坛发生政治危机，随着马哈迪宣布辞去首相与土团党主席职位后，他也因为内阁成员宣布解散而辞去了外交部长职位。与此同时，公正党内部也因为党争问题而产生变动危机；时任公正党署理主席阿兹敏阿里带领10名公正党议员一起退出公正党，赛夫丁阿都拉也是其中一位退出的议员。4天之后，赛夫丁阿都拉追随阿兹敏加入当时由马哈迪回归担任党主席，但是由担任党总裁的慕尤丁领导的土著团结党，并在首相竞争中加入支持慕尤丁的阵营国民联盟。在马哈迪与安华·依布拉欣经历7天的首相职位争夺战后，最终由慕尤丁成功担任第八任马来西亚首相，他也因为支持慕尤丁而成为慕尤丁内阁的一员，并从2020年3月10日起担任通讯与多媒体部部长。而从竞争中败选的两名首相热门候选人马哈迪与安华称该阵营是「后门政府」，并指责退出支持的议员是叛徒。
2021年4月29日，赛夫丁阿都拉确诊患上新冠肺炎。他曾在4月18日的部门记者会上透露，他因为计划与新闻媒体业员在全国新冠肺炎免疫计划的第二阶段一同接种疫苗，所以推迟了在第一阶段接种疫苗。

### 外交部长（2021年-2022年）
2021年8月30日，赛夫丁阿都拉加入沙比里内阁第二次受委外交部长职位。
同年10月6日，赛夫丁阿都拉针对菲律宾对沙巴主权的诉求强调，马来西亚不承认、也不理会任何将沙巴部分或全部列入领土的诉求，并指出马菲两国领导人在多次双边会晤中已达成共识，不会将该问题提升或国际层面的任何平台上。

## 争议

### 钳制社交媒体视频自由言论
2020年7月3日，因卡塔尔半岛电视台播出的纪录片《在大马封城时被禁锢》（Locked Up in Malaysia's Lockdown）指责大马政府在新冠肺炎疫情期间，不人道对待非法移民的方式，包括指控大马政府让儿童带上手铐的内容播出后，多位国盟部长强烈谴责半岛电视台报导内容不实，引起广泛争议。
7月23日，马来西亚通讯及多媒体部部长赛夫丁阿都拉在国会下议院的问答环节中，针对国家电影发展局指责半岛电视台报导的争议内容没获得拍摄相关准证时强调，根据《1981年国家电影发展局法令》第2条文规定，所有主流媒体、社交媒体或是自媒体，都必须在拍摄前7天前向国家电影发展局申请影片制作准证和许可证。若沒有经过允许，制作和展示任何影片或视频都可被视为违法。但当他被问到是否包括抖音及IG TV视频时，赛夫丁沒有对此回应，之后被问到之前引用YouTube播放称赞大马防疫视频是否得到批准时，赛夫丁表示若接获相关投报则可被采取行动对付。此言论经媒体传播后立刻激起千层浪，引起网络舆论的广泛批评，认为该法令严重打击公共舆论和网络运作。赛夫丁的个人网页更遭到网民呛声洗版。
隔天，赛夫丁发表文告澄清，表示国盟政府无意使用《1981年马来西亚国家电影发展局法令》钳制社交媒体的个人自由，表示他的言论被媒体不正确地报导，新闻内容与他的回答有出入。赛夫丁继称，马来西亚通讯与多媒体局正在检讨该局所管制的所有法令，并愿意接受任何能够改善法令的建议。人民公正党通讯主任法米对此狠批赛夫丁就任不到5个月就引起不少争议，应该引咎辞职。8月9日，赛夫丁宣布为自己的“过于直率”，向社交媒体使用者公开道歉。与此同时对于此次事件，无国界记者谴责马来西亚的同时说到：“自从马哈迪·莫哈末领导的改革派政府于2月倒台以及慕尤丁接任首相以来，侵犯新闻自由的行为急剧增加，这引发了人们对回到过去的恐惧。”

## 轶事
- 2022年3月24日，赛夫丁阿都拉是马来西亚首位使用马来语向美国国务卿安东尼·布林肯发出外交信函的外交部长，这是马来西亚努力将国语（马来语）提升到国际水平和作为外交语言的一部分[26]。

## 个人观点
2015年10月26日，已加入人民公正党的赛夫丁接受《东方日报》专访时说，虽然要寻找一个100%干净的政党，那是不可能，但最低限度，不应闹出严重丑闻：“一个马来西亚发展有限公司（1MDB）和26亿令吉的课题，对我来说，是太大的丑闻，那也成了巫统的致命伤。”“巫统的领袖好像都认为1MDB和26亿令吉的丑闻没问题。当全世界都认为那是一个严重问题，你还认为那不是问题的话，那就真的是个大问题了。”

## 选举成绩
| 年份 | 选区                   | 候选人 | 候选人                     | 得票数 | 得票率 | 竞选对手                 | 竞选对手                   | 得票数 | 得票率 | 总票数 | 多数票 | 投票率 |
| ---- | ---------------------- | ------ | -------------------------- | ------ | ------ | ------------------------ | -------------------------- | ------ | ------ | ------ | ------ | ------ |
| 2008 | 彭亨 P088 淡马鲁       |        | 赛夫丁阿都拉（巫统）       | 21,381 | 53.03% |                          | 阿末尼占哈山（人民公正党） | 18,940 | 46.97% | 41,463 | 2,441  | 76.77% |
| 2013 | 彭亨 P088 淡马鲁       |        | 赛夫丁阿都拉（巫统）       | 27,197 | 49.04% |                          | 纳斯鲁丁哈山（伊斯兰党）   | 28,267 | 50.96% | 56,595 | 1,070  | 85.61% |
| 2018 | 彭亨 P082 英迪拉马哥打 |        | 赛夫丁阿都拉（人民公正党） | 28,578 | 44.85% |                          | 佐翰末沙（巫统）           | 17,628 | 27.66% | 64,612 | 10,950 | 83.70% |
| 2018 | 彭亨 P082 英迪拉马哥打 |        | 赛夫丁阿都拉（人民公正党） | 28,578 | 44.85% | 纳斯鲁丁哈山（伊斯兰党） | 17,515                     | 27.49% |        | 64,612 | 10,950 | 83.70% |
| 2022 | 彭亨 P082 英迪拉马哥打 |        | 赛夫丁阿都拉（土著团结党） | 41,692 | 44.65% |                          | 祖来迪（人民公正党）       | 33,293 | 35.65% | 93,379 | 8,399  | 77,46% |
| 2022 | 彭亨 P082 英迪拉马哥打 |        | 赛夫丁阿都拉（土著团结党） | 41,692 | 44.65% | 郭大雄（马华公会）       | 16,530                     | 17.70% |        | 93,379 | 8,399  | 77,46% |
| 2022 | 彭亨 P082 英迪拉马哥打 |        | 赛夫丁阿都拉（土著团结党） | 41,692 | 44.65% | 莫哈末诺（祖国斗士党）   | 1,860                      | 2.00%  |        | 93,379 | 8,399  | 77,46% |

## 个人荣誉
- 霹靂：
  -  霹雳王冠拿督勋章（DPMP）—拿督（2002年）[29]
- 彭亨:
  -  苏丹阿末沙效忠拿督勋章（DSAP）—拿督（2009年）[29]
  -  苏丹阿末沙效忠斯里勋章（SSAP）—拿督斯里（2021年）[29]